# Jean François de Troy
Jean-François de Troy (27. januar 1679, Pariz – 26. januar 1752, Rim) je bil francoski rokokojski slikar, freskant, risar in oblikovalec tapiserij. Eden vodilnih francoskih zgodovinskih slikarjev svojega časa je bil enako uspešen s svojimi dekorativnimi slikami, žanrskimi prizori in portreti. Bil je izumitelj tableaux de modes ('modne slike'), ki je poskušala zagotoviti živahno upodobitev sodobne mode, zabav in navad.
Od leta 1738 je bil direktor Francoske akademije v Rimu.

## Življenje
Bil je potomec slikarske družine. Njegov oče je bil portretist François de Troy (1645–1730). Njegov oče je bil njegov prvi učitelj. Potem ko mu ni uspelo osvojiti Prix de Rome, je od 1699 do 1706 odšel na očetove stroške v Italijo. Sprva je ostal v Rimu, kjer je dobil sobo na francoski akademiji. Obiskal je tudi severnoitalijanska mesta. Istočasno je bil julija 1708 združen in sprejet na Académie royale de peinture et de sculpture, verjetno na podlagi njegove kompozicije Nioba in njeni otroci (Musée Fabre), a zagotovo ne brez majhne pomoči svojega očeta, ki je bil takrat direktor te ustanove.
Med letoma 1724 in 1737 je prevzel naročila za Versajsko palačo in palačo Fontainebleau. Leta 1738 je zapustil Francijo in odšel v Rim, potem ko je bil imenovan za direktorja Francoske akademije v Rimu. Preostanek svojega življenja je preživel v Rimu. Izvoljen je bil tudi za častnega člana Rimske akademije svetega Luke in nato leta 1744 za kratek čas imenovan za njenega direktorja.
De Troy je bil v svojem življenju dvakrat povišan, prvič, ko je kupil pisarno secrétaire du roi ('kraljev tajnik') in drugič ob podelitvi orde de Saint Michel. Po sodobnih poročilih je v Rimu živel razkošen življenjski slog in zabaval goste iz višjih družbenih krogov v Rimu.
De Troy se je v osebnem življenju srečal s tragedijo: njegova žena je umrla v mladosti in vseh njegovih sedem otrok je umrlo pred njim. Umrl je 26. januarja 1752 v Rimu.

## Delo
Jean François de Troy si je ustvaril uspešno kariero s svojimi zgodovinskimi in alegoričnimi kompozicijami velikega formata. Njegove zgodovinske slike in mitološki prizori so bili izvedeni v barvitem in tekočem slogu, za katerega sta bila zaslužna tako Paolo Veronese kot Peter Paul Rubens. Primer je njegova alegorična Čas razkriva resnico (1733, Narodna galerija, London).
Med bivanjem v Rimu je bil de Troy aktiven tudi kot slikar fresk. Naslikal je fresko v severni ladji starodavne bazilike Santi Bonifacio ed Alessio, ki prikazuje svetega Gerolama Emilianija, kako predstavlja sirote Devici.[3]

### Tableaux de mode
Njegov sodobni sloves se manj opira na njegove velike zgodovinske in mitološke slike kot na njegove manjše (kabinetne) prizore elegantnega družabnega življenja, ki jih je naslikal v Parizu med letoma 1725 in 1738. Te slike prikazujejo modne ljudi iz njegovega časa v parkih ali notranjih okoljih, ki dvorijo, igrajo karte ali berejo drug drugemu. Medtem ko temeljijo na fête galante Watteauja in Nicolasa Lancreta ter na nizozemskem žanrskem slikarstvu iz 17. stoletja, se de Troyeve kompozicije odlikujejo po podrobnem upodabljanju oblačil in pohištva. Obleka protagonistov razkriva njihov visok družbeni status. Za te tableaux de mode je značilno tudi natančno ravnanje z barvo ter njihove razkošne in modne lastnosti.
Medtem ko so bile Watteaujeve fête galante polne skrivnosti in brezčasnosti, so bile de Troyeve tableaux de mode namenjene zagotavljanju bolj realistične upodobitve sodobne mode, zabav in navad. V teh kompozicijah mu je uspelo ujeti bolj sproščeno obnašanje višjih družbenih slojev po smrti Ludvika XIV. leta 1715, kot je prikazano v novi modi in manirah.
Te kompozicije naj bi temeljile na de Troyjevih osebnih izkušnjah, saj je bil aktiven član modnega sveta, ki ga je upodabljal. O bližini Watteauja priča dejstvo, da je bil Watteauju v 19. stoletju pripisan njegov Alarm ali Gouvernante Fidèle (1723, Muzej Viktorije in Alberta, London).
De Troyev tableaux de mode se je odzval na umetniške preference nove stranke za umetnost v Franciji: uspešni bankirji in finančniki, ki predstavljajo nov meščanski razred. Odražajo tudi razvijajoč se okus za novo čutnost, ki se je v drugi polovici 17. stoletja razširila še dlje v libertinski filozofiji in v besedilih, kot sta Nevarna razmerja (roman, 1782)|Les Liaisons dangereuses]] Choderlosa de Laclosa in Filozofija v spalnici Markiza de Sada.

### Oblikovanje tapiserij
Jean-François de Troy je izdelal načrte za dva niza tapiserij, ki so jih tkali Gobelini. Vsak komplet sestavlja sedem tapiserij. En pripoveduje zgodbo o Esteri (1737–40), drug pa zgodbo o Jazonu (1743–46). Modeli Zgodbe o Esteri so bili tako uspešni, da so jih v 18. stoletju tkali osemkrat. Karikature za tapiserije so bile razstavljene z velikim odobravanjem. V svojih načrtih za tapiserije je de Troy opustil pripovedno jasnost v korist obilice slikovitih in anekdotičnih podrobnosti ter briljantnih barvnih učinkov.

## Izbrane slike
- Izjava ljubezni (1724, Metropolitanski muzej umetnosti)
- Podvezica (1724, Metropolitanski muzej umetnosti)
- Pred plesom (1735, Getty Center)
- Srečanje v parku ali Izjava ljubezni (1735, palača Charlottenburg)
- Večerja z ostrigami (1735, Musée Condé) To je bila prva slika, ki prikazuje peneči se šampanjec.[7]
- Mordekajev triumf (okoli 1736, Metropolitanski muzej umetnosti)
- Lovski obrok (1737, Louvre, Pariz)
- Čas razkriva resnico, (1733, Narodna galerija, London)
- Jazon Medeji priseže večno naklonjenost, (1743, Narodna galerija, London)